# Olympische Sommerspiele 1988/Teilnehmer (Senegal)
| Gelbes Symbol für Goldmedaillen mit stilisierten Olympischen Ringen | Graues Symbol für Silbermedaillen mit stilisierten Olympischen Ringen | Braundes Symbol für Bronzemedaillen mit stilisierten Olympischen Ringen |
| ------------------------------------------------------------------- | --------------------------------------------------------------------- | ----------------------------------------------------------------------- |
| —                                                                   | 1                                                                     | —                                                                       |

Der Senegal nahm an den Olympischen Sommerspielen 1988 in Seoul, Südkorea, mit einer Delegation von 23 Sportlern (22 Männer und eine Frau) teil.

## Medaillengewinner

### Silber
| Name          | Sportart       | Wettkampf        |
| ------------- | -------------- | ---------------- |
| Amadou Dia Ba | Leichtathletik | 400 Meter Hürden |

## Teilnehmer nach Sportarten

### Judo
- Pierre Sène
Halbleichtgewicht: 20. Platz

- Babacar Dione
Leichtgewicht: 33. Platz

- Aly Attyé
Halbmittelgewicht: 20. Platz

- Akilong Diaboné
Mittelgewicht: 19. Platz

- Lansana Coly
Schwergewicht: 9. Platz

### Leichtathletik
- Charles-Louis Seck
100 Meter: Viertelfinale

- Amadou M’Baye
100 Meter: Viertelfinale
4 × 100 Meter: Vorläufe

- Ibrahima Tamba
200 Meter: Viertelfinale
4 × 100 Meter: Vorläufe

- Ousmane Diarra
400 Meter: Viertelfinale
4 × 400 Meter: Halbfinale

- Babacar Niang
800 Meter: Halbfinale
4 × 400 Meter: Halbfinale

- Cheikh Tidiane Boye
800 Meter: Halbfinale

- Moussa Fall
800 Meter: Vorläufe
4 × 400 Meter: Halbfinale

- Amadou Dia Ba
400 Meter Hürden: Silber 
4 × 400 Meter: Halbfinale

- Hamidou M’Baye
400 Meter Hürden: Vorläufe

- Joseph Diaz
4 × 100 Meter: Vorläufe

- Babacar Pouye
4 × 100 Meter: Vorläufe

- Aïssatou Tandian
Frauen, 400 Meter: Viertelfinale

### Ringen
- Oumar N’Gom
Mittelgewicht, griechisch-römisch: Gruppenphase
Mittelgewicht, Freistil: Gruppenphase

- Tapha Guèye
Halbschwergewicht, griechisch-römisch: Gruppenphase
Halbschwergewicht, Freistil: Gruppenphase

- Ambroise Sarr
Schwergewicht, griechisch-römisch: Gruppenphase

- Djiby Diouf
Weltergewicht, Freistil: Gruppenphase

### Schwimmen
- Bruno N’Diaye
50 Meter Freistil: 56. Platz
100 Meter Rücken: 47. Platz
200 Meter Lagen: 54. Platz

- Mouhamed Diop
50 Meter Freistil: Im Vorlauf disqualifiziert
100 Meter Freistil: 59. Platz
200 Meter Lagen: 52. Platz